# Richard von Passavant

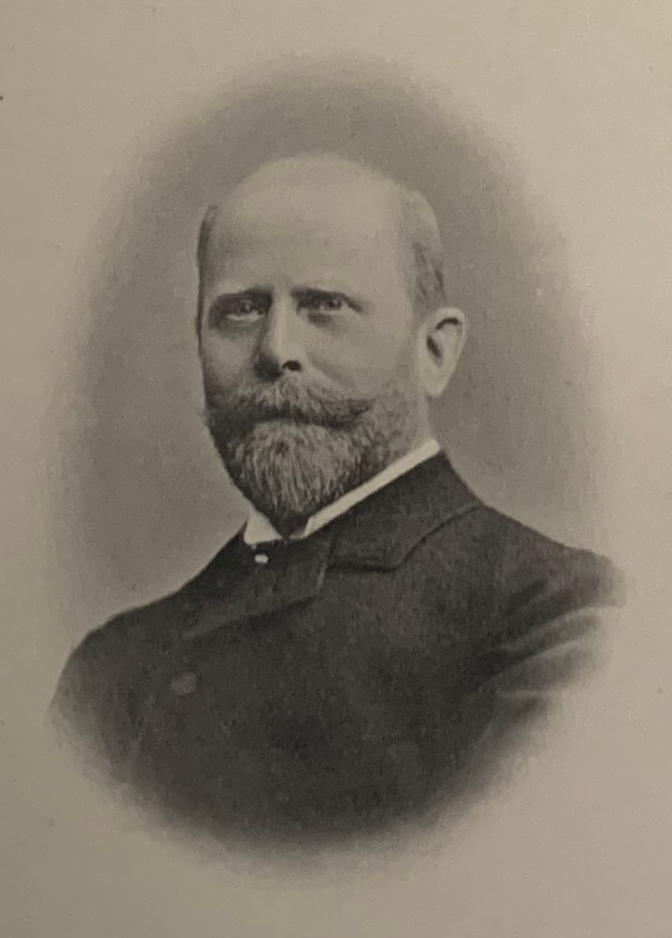
Richard von Passavant

Samuel Philipp Richard Passavant (auch Passavant-Gontard, ab 1906 von Passavant) (* 17. Oktober 1852 in Frankfurt am Main; † 4. November 1923 ebenda) war ein deutscher Kaufmann und Kunstmäzen.

## Leben

### Herkunft und Familie
Passavant entstammte der hugenottischen Flüchtlingsfamilie Passavant, die sich im 17. Jahrhundert in Frankfurt niederließ. Er war der Sohn des Kommerzienrats Philipp Hermann Passavant (1819–1889) und dessen Gemahlin Sophie Friederike Heyder (1823–1895).
Am 27. April 1878 heiratete er in Frankfurt Amalie Emma Gontard (1859–1931), Tochter des Kaufmanns Friedrich Moritz Gontard (1826–1886) und der Caroline Louise Preußer (1835–1892). Aus der Ehe gingen die Kinder Emma Karola (* 1884, ⚭ Generalmajor a. D. Friedrich Schäffer von Bernstein), Emilie Helene Nelly (* 1886–1946, ⚭ 1. Februar 1908 Adolf von Hahnke (1873–1936, Regierungspräsident)) und Hans (1890–1953, Kaufmann und Abgeordneter des Provinziallandtages der Provinz Hessen-Nassau) hervor.

### Wirken
In den Jahren von 1889 bis 1923 war Richard Inhaber der elterlichen Seidenwarengroßhandlung Gebrüder Passavant, die als Nachfolgerin der Handelsfirma Wichelmann & Passavant von seinem Großvater Samuel Passavant (1787–1855) und dessen Bruder Philipp Jakob (1782–1856) gegründet worden war und sich als Gebrüder Passavant zu einem bedeutenden Unternehmen in der Freien Reichsstadt Frankfurt entwickelt hatte. 1928 wurde die Firma liquidiert.
Passavant gehörte von 1913 bis 1921 dem Senat der Kaiser-Wilhelm-Gesellschaft in Frankfurt an.(Liste der Senatoren der Kaiser-Wilhelm-Gesellschaft).
Von 1915 bis 1918 war er Präsident der Handelskammer zu Frankfurt am Main und wurde wegen seiner Verdienste deren Ehrenpräsident.
Außerdem gehörte er der Historischen Kommission Hessen an.
Passavant war ein großer Förderer der Kunst und gehörte zu den Mäzenen des Frankfurter Liebieghauses, einer hochkarätigen Skulpturensammlung.
Anlässlich des 17. Deutschen Schützenfestes in Frankfurt im Jahre 1912 stiftete Passavant ein großes Trinkhorn. Es befindet sich im Historischen Museum in Frankfurt.
Die Kunstsammlung des Ehepaares Passavant-Gontard wurde 1931 versteigert.

### Sonstiges
1896 kaufte Passavant von den Grafen von Rantzau das Schloss Ziegenberg. Es wurde fortan als Sommerresidenz der Familie genutzt. 1937 verkaufte die Familie das Schloss an das Deutsche Reich. In den folgenden Jahren wurde die Schlossanlage durch die deutsche Wehrmacht zum Führerhauptquartier Adlerhorst ausgebaut.
Am 10. Juli 1906 wurde Richard zusammen mit seinen Brüdern Georg Oskar (1862–1891) und Gustav Hermann (* 1872) in den preußischen Adelsstand erhoben.
1920 verfasste er eine Firmengeschichte mit dem Titel „Handelsfirmen Wichelhausen & Passavant“.

### Ehrungen und Auszeichnungen
- Geheimer Kommerzienrat
- 22. November 1917: Verleihung der Denkmünze der Senckenbergischen Naturforschenden Gesellschaft[5]